# Executive Office of the President of the United States

Logo van het Executive Office of the President of the United States

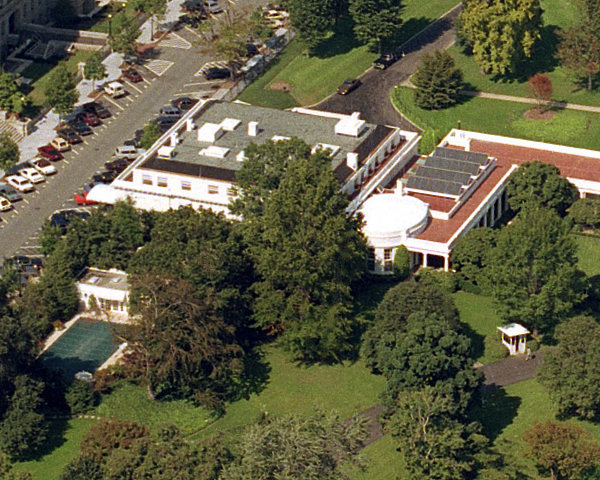
De westelijke vleugel (West Wing)

Het Executive Office of the President of the United States is de dienst die de president van de Verenigde Staten ondersteunt bij zijn werkzaamheden als staatshoofd en regeringsleider. Vaak wordt de dienst aangeduid als het Witte Huis, naar de ambtswoning van de president. Aan het hoofd van de dienst staat de stafchef.
De belangrijkste medewerkers van de dienst werken in de westelijke vleugel (West Wing) van het Witte Huis in Washington, waar ook de werkkamer van de president zelf (het Oval Office) zich bevindt. Ook in andere delen van het Witte Huis en in aanliggende kantoorgebouwen, zoals de Eisenhower Executive Office Building, bevinden zich onderdelen van de dienst.
Het agentschap werd op 1 juli 1939 opgericht door toenmalig president Franklin Delano Roosevelt. Verschillende losse onderdelen van de Amerikaanse overheid werden toen gecentraliseerd. Dit betekende tevens een versterking van de macht van de president.
De Amerikaanse regering (de uitvoerende macht) bestaat uit de president en zijn ministers, of bij uitbreiding uit het hele bestuurlijke apparaat van de president: het Executive Office (Uitvoerend Kantoor), de ministeries en een aantal zelfstandige agentschappen. De president heeft hierbij een dominante positie, aangezien hij de belangrijkste functionarissen zelf benoemt of voordraagt en naar goeddunken kan ontslaan. Voor de benoeming van de ministers en de hoofden van de zelfstandige agentschappen is de goedkeuring door de Senaat nodig op voordracht van de president. Veel andere belangrijke functionarissen kan hij zonder goedkeuring van de Senaat benoemen. Dit geldt in het bijzonder voor vrijwel alle medewerkers van het Executive Office, dat onder andere daardoor minder onder toezicht van de wetgevende macht (het Congres) hoeft te opereren.
Het werk van sommige afdelingen van het Executive Office overlapt met dat van ministeries. In het algemeen heeft het Executive Office daarbij een meer adviserende of beleidsmatige rol. De hoogste medewerkers van het Executive Office, zoals de stafchef en de handelsvertegenwoordiger (Trade Representative) kunnen net als ministers fungeren als lid van het kabinet. Een verschil is dat de ministers hiervan automatisch lid zijn terwijl de president wat de andere functionarissen betreft per keer kan beslissen of hij ze wil opnemen in zijn kabinet.
| Functie                                                                                              | Ambtsbekleder    | Ambtsbekleder           | Functie                                                                                          | Ambtsbekleder              | Ambtsbekleder                     |
| Adviseurs                                                                                            | Adviseurs        | Adviseurs               | Adviseurs                                                                                        | Adviseurs                  | Adviseurs                         |
| --- | ---------------- | ----------------------- | ------------------------------------------------------------------------------------------------ | -------------------------- | --------------------------------- |
| Stafchef van het Witte Huis (White House Chief of Staff)                                             | Ron Klain        | Ron Klain (1961)        | Raadgever (Counselor)                                                                            | Jeffrey Zients             | Jeffrey Zients (1966)             |
| Raadgever (Counselor)                                                                                | Steve Ricchetti  | Steve Ricchetti (1959)  | Senior Adviseur (Senior Advisor)                                                                 | Mike Donilon               | Mike Donilon (1959)               |
| Senior Adviseur (Senior Advisor)                                                                     | Gene Sperling    | Gene Sperling (1958)    | Senior Adviseur (Senior Advisor)                                                                 | Cedric Richmond            | Cedric Richmond (1973)            |
| Senior Adviseur (Senior Advisor)                                                                     | Neera Tanden     | Neera Tanden (1970)     | Binnenlands Beleid Adviseur (Domestic Affairs Advisor)                                           | Susan Rice                 | Susan Rice (1964)                 |
| Veiligheid adviseurs                                                                                 |                  |                         |                                                                                                  |                            |                                   |
| Nationaal Veiligheidsadviseur (National Security Advisor)                                            | Jake Sullivan    | Jake Sullivan (1973)    | Binnenlandse Veiligheidsadviseur (Homeland Security Advisor)                                     | Elizabeth Sherwood-Randall | Elizabeth Sherwood-Randall (1959) |
| Onder-nationaal Veiligheidsadviseur (Deputy National Security Advisor)                               | Jon Finer        | Jon Finer (1976)        |                                                                                                  |                            |                                   |
| Financiële en Economische adviseurs                                                                  |                  |                         |                                                                                                  |                            |                                   |
| Voorzitter van de Raad van Economische Adviseurs (Chair of the Council of Economic Advisers)         | Cecilia Rouse    | Cecilia Rouse (1963)    | Directeur van de Nationale Economische Raad (Director of the National Economic Council)          | Brian Deese                | Brian Deese (1978)                |
| Milieu en Klimaat adviseurs                                                                          |                  |                         |                                                                                                  |                            |                                   |
| Speciaal Klimaatgezant (Special Presidential Envoy for Climate)                                      | John Kerry       | John Kerry (1943)       | Voorzitter van de Raad voor Klimaat Duurzaamheid (Chair of the Council on Environmental Quality) | Brenda Mallory             | Brenda Mallory (1957)             |
| Management en interne zaken                                                                          |                  |                         |                                                                                                  |                            |                                   |
| Directeur van het Bureau voor Management en Budget (Director of the Office of Management and Budget) | Shalanda Young   | Shalanda Young (1978)   |                                                                                                  |                            |                                   |
| Communicatie                                                                                         |                  |                         |                                                                                                  |                            |                                   |
| Directeur van Communicatie (White House Communications Director)                                     | Kate Bedingfield | Kate Bedingfield (1981) | Perschef van het Witte Huis (White House Press Secretary)                                        | Jen Psaki                  | Jen Psaki (1978)                  |

Overige belangrijke kantoren en raden van het Executive Office zijn hieronder vermeld.
- Council on Environmental Quality
- Office of the Vice President of the United States
- Office of the United States Trade Representative
- Office of National Drug Control Policy
- Office of Science and Technology Policy
- Office of Digital Strategy
- Office of the First Lady
- Office of Information Technology
- Office of Intergovernmental Affairs
- Office of Legislative Affairs
- Office of Political Affairs
- Office of Presidential Personnel
- Office of Public Liaison
- Office of Scheduling and Advance
- Office of the Staff Secretary
- Office of Trade and Manufacturing Policy
- Office of the White House Counsel
- Oval Office Operations
- White House Fellows
- White House Military Office